# Maria Annunziata của Hai Sicilie
Maria Annunziata của Hai Sicilie (tiếng Ý: Maria Annunziata Isabella Filomena Sebasia, Principessa di Borbone delle Due Sicilie; 24 tháng 3 năm 1843 – 4 tháng 5 năm 1871) là Vương nữ Hai Sicilie. Năm 1862, Maria Annunziata được biết đến là mẹ của Franz Ferdinand của Áo, người thừa kế lâm thời của ngai vàng Áo bị ám sát tại Sarajevo dẫn đến bùng nổ Chiến tranh thế giới thứ nhất.